# Кумухский сельсовет
Кумухский сельсовет — административно-территориальная единица и муниципальное образование со статусом сельского поселения в Лакском районе Дагестана Российской Федерации.
Административный центр — село Кумух.

## Население
| 2002  | 2010  | 2012  | 2013  | 2014  | 2015  | 2016  |
| ----- | ----- | ----- | ----- | ----- | ----- | ----- |
| 2632  | ↘1974 | ↗1997 | ↘1988 | ↗2001 | ↗2039 | ↗2062 |
| 2017  | 2018  | 2019  | 2020  | 2021  | 2023  | 2024  |
| ↗2064 | ↗2086 | ↘2080 | ↗2102 | ↗2338 | ↗2406 | ↗2435 |
| 2025  |       |       |       |       |       |       |
| ↘2431 |       |       |       |       |       |       |

## Состав
| № | Населённый пункт | Тип населённого пункта       | Население |
| - | ---------------- | ---------------------------- | --------- |
| 1 | Дилчу            | село                         | ↗2        |
| 2 | Кумух            | село, административный центр | ↗2284     |
| 3 | Убра             | село                         | ↗52       |

### Упразднённые населённые пункты
Вилттащи — упразднённое в 1971 году село.